# Semra Ertan
Semra Ertan (Mersin, 31 de mayo de 1956 - Hamburgo, 26 de mayo de 1982) fue una escritora turca y migrante en Alemania que se hizo conocida cuando, en protesta contra la xenofobia, y más específicamente, sobre el trato de los turcos en Alemania, se prendió fuego en un mercado de Hamburgo.

## Biografía
Hija de Gani Bilir y Vehbiye Bilir, emigró junto a sus padres y hermanos a Alemania a la edad de 15 años, residiendo en Kiel y Hamburgo como trabajadores extranjeros. Además de trabajar como intérprete, escribió más de 350 poemas y sátiras políticas. Devota del lirismo, uno de sus poemas más notables, Mein Name ist Ausländer (en español: Mi nombre es extranjero), fue publicado en textos escolares turcos; también publicó libros en Alemania sobre los «efectos emocionales y físicos que la soledad, la privación y la alienación tienen sobre los inmigrantes».
Unos días antes de cumplir 26 años, Ertan llamó al canal Norddeutscher Rundfunk para anunciar que se suicidaría por autoinmolación, explicando que lo haría en respuesta a la creciente xenofobia en Alemania. La autoinmolación pública se produjo a primera hora de la mañana en la intersección de Simon-von-Utrecht-Strasse y Detlef-Bremer-Straße en el barrio St. Pauli de Hamburgo. Ertan se roció cinco litros de gasolina (1.1 galón imp., 1.3 US gal) que había comprado en una gasolinera esa mañana y se prendió fuego.
Casualmente, una unidad policial estaba marchando en las cercanías del mercado en ese momento e intentó sofocar las llamas con mantas; sin embargo, Ertan murió en el hospital debido a graves quemaduras.
La percepción de Semra sobre el aumento de la xenofobia fue confirmada por datos estadísticos y estudios sociológicos. En noviembre de 1978, el 39% de los alemanes exigió que los extranjeros regresaran a sus países de origen, mientras que dos meses antes de la muerte de Ertan, el 68% de los alemanes occidentales compartían esta opinión; además, la violencia contra los extranjeros en 1982 ya no era un fenómeno aislado. Por otro lado, los extranjeros eran excluidos crecientemente de la vida social en el país, y el contacto con ellos por parte de los alemanes era evitado en la medida de lo posible. Con el desempleo y la escasez de viviendas en el país, los alemanes consideraban cada vez más a los trabajadores migrantes como competidores en los lugares de trabajo y los espacios residenciales.

## Legado
El novelista alemán Sten Nadolny atribuyó el origen de su novela de Selim oder Die Gabe der Rede (en español: Selim o el don del habla) de 1990 al suicidio de Ertan. El protagonista de la novela, Ayse, es una versión ficticia de Ertan. El periodista alemán de investigación Günter Wallraff dedicó su libro de 1985 Ganz unten (en español: El más bajo de los bajos), donde examinó su experiencia haciéndose pasar por un trabajador turco invitado en Alemania, inter alia, a Semra Ertan.
Semra Ertan, un documental de 2013 producido por Cana Bilir-Meier, fue proyectado en el Festival Internacional de Cortometrajes de Oberhausen y recibió el Premio al Cine a la innovación en el Festival Internacional de Medios Juveniles YOUKI de Austria.